# Vérkhniaia Toida
Vérkhniaia Toida (en rus: Верхняя Тойда) és un poble de l'óblast de Vorónej, a Rússia, segons el cens del 2010 tenia 836 habitants.